# Traiguera
Traiguera – gmina w Hiszpanii, w prowincji Castellón, we wspólnocie autonomicznej Walencja, o powierzchni 59,76 km². W 2011 roku liczyła 1654 mieszkańców.